# Uferwipper
Die Uferwipper (Cinclodes), auch als Wippschwänze bezeichnet, sind eine Gattung von etwa drosselgroßen Sperlingsvögeln aus der Familie der Töpfervögel. Ihren Namen verdanken sie ihren wippenden Schwanzbewegungen, einer Verhaltensweise, die eher an eine Eigenschaft der Bachstelze erinnert.

## Merkmale
Uferwipper sind untersetzte Vögel mit kräftigen Beinen und Füßen und spitzen, leicht nach unten gebogenen Schnäbeln. Das unscheinbare Gefieder ist hauptsächlich braun, oft mit einer blassen Flügelbinde. Über den Augen verläuft ein Streifen und der Schwanz ist eckig.

## Lautäußerungen
Ihr Gesang besteht aus lautern Trillern. Während des Singens erheben sie oft ihre Flügel.

## Verbreitung
Ihr Verbreitungsgebiet ist die Neotropis und erstreckt sich von Venezuela, Peru, Chile, Uruguay, Bolivien, Brasilien, Argentinien, Falklandinseln, Feuerland bis hin zum Kap Hoorn.

## Lebensraum und Lebensweise
Ihr Lebensraum sind Küstenregionen, Bergbäche, feuchte Grasländer (auch in der Nähe von menschlichen Behausungen) sowie Felshänge in einer Höhe von 750 bis 5500 m. Uferwipper-Arten brüten bevorzugt in Felsnischen oder bauen Höhlen.

## Systematik
Folgende 15 Arten sind bekannt: (Aktualisierung Stand September 2020)
- Langschwanz-Uferwipper (Cinclodes pabsti)
  - Cipóuferwipper (Cinclodes pabsti espinhacensis), 2012 als eigenständige Art beschrieben,[2] so auch in der Datenbank Avibase,[3] vom SACC und vom IOC jedoch nur als Unterart anerkannt.[4]
- Falkland-Uferwipper, früher Einfarb-Uferwipper oder Rußbrauner Uferwipper (Cinclodes antarcticus)
  - Rußuferwipper (Cinclodes antarcticus maculirostris),[5][6] teilweise als eigenständig betrachtet und als Rußuferwipper (Cinclodes maculirostris) bezeichnet (2016 von Cinclodes antarcticus abgespalten)[7]
- Kurzschnabel-Uferwipper oder Binden-Uferwipper (Cinclodes fuscus)
- Rostspitzen-Uferwipper (Cinclodes comechingonus)
- Zimtflügel-Uferwipper (Cinclodes albidiventris) (2012 von Cinclodes fuscus abgespalten)
- Blassbauch-Uferwipper (Cinclodes albiventris) (2012 von Cinclodes fuscus abgespalten)
- Zweifarb-Uferwipper (Cinclodes olrogi)
- Grauflanken-Uferwipper (Cinclodes oustaleti)
- Schuppenbrust-Uferwipper (Cinclodes excelsior)
- Weißkehl-Uferwipper (Cinclodes aricomae)
- Weißbauch-Uferwipper (Cinclodes palliatus)
- Schwarzschwanz-Uferwipper  (Cinclodes atacamensis)
- Streifenbrust-Uferwipper  (Cinclodes patagonicus)
- Felsuferwipper (Cinclodes taczanowski), früher Nördlicher Felsuferwipper (Cinclodes taczanowskii)
- Stricheluferwipper, früher Südlicher Felsuferwipper (Cinclodes nigrofumosus)

Zwei Arten (C. palliatus und  C. aricomae) sind in ihrem Bestand gefährdet.